# Briefmarken-Jahrgang 1941 der Deutschen Reichspost
Der Briefmarken-Jahrgang 1941 der Deutschen Reichspost umfasste 27 Sondermarken, wovon lediglich die beiden jeweils vier Briefmarken umfassenden Ausgaben zu den Frühjahrsmessen in Leipzig und Wien nicht mit einem Zuschlag versehen waren. 18 Dauermarken der neuen Serie Reichskanzler Adolf Hitler lösten die bislang noch kursierende Ausgabe Hindenburg-Medaillon von 1934 ab. Zu der Auflagenhöhe der Briefmarken gibt es keine verlässlichen Angaben.

## Liste der Ausgaben und Motive
Legende
- Bild: Eine bearbeitete Abbildung der genannten Marke. Das Verhältnis der Größe der Briefmarken zueinander ist in diesem Artikel annähernd maßstabsgerecht dargestellt. Sollten keine Marken abgebildet sein, liegt es daran, dass das Urheberrecht des Künstlers noch nicht erloschen ist.
- Beschreibung: Eine Kurzbeschreibung des Motivs und/oder des Ausgabegrundes. Bei ausgegebenen Serien oder Blocks werden die zusammengehörigen Beschreibungen mit einer Markierung versehen eingerückt.
- Wert: Der Frankaturwert der einzelnen Marke in Pfennig. Ein „+“ bedeutet, dass es sich um eine Zuschlagsmarke handelt (= Frankaturwert + Spende).
- Ausgabedatum: Das Datum des erstmaligen Verkaufs dieser Briefmarke.
- Gültig bis: Das Datum, an dem die Gültigkeit endete.
- Auflage: Soweit bekannt, wird hier die zum Verkauf angebotene Anzahl dieser Ausgabe angegeben.
- Entwurf: Soweit bekannt, wird hier angegeben, von wem der Entwurf dieser Marke stammt.
- Mi.-Nr.: Diese Briefmarke wird im Michel-Katalog unter der entsprechenden Nummer gelistet.

### Sondermarken
| Bild | Beschreibung | Werte in Pfennig | Ausgabe- datum (1941) | gültig bis        | Auflage | Entwurf                               | MiNr. |
|      | Tag der Briefmarke Postillon mit Posthorn vor einem Globus | 6+24             | 12. Januar            | 31. Dezember 1942 |         | Erich Meerwald                        | 762   |
|      | Deutsch-Italienische Waffenbrüderschaft Adolf Hitler und Benito Mussolini                                                                                               | 12+38            | 30. Januar            | 31. Dezember 1942 |         | Gottfried Klein                       | 763   |
|      | Leipziger Frühjahrsmesse - Messehaus „Haus der Nationen“ in der Weststraße 1 (1935 enteignetes Logenhaus der Freimaurerloge Minerva zu den drei Palmen, kriegszerstört) | 3                | 1. März               | 31. Dezember 1942 |         | E. Stahl                              | 764   |
|      | - Gewandhaus in Leipzig | 6                | 1. März               | 31. Dezember 1942 |         | E. Stahl                              | 765   |
|      | - Alte Waage in Leipzig | 12               | 1. März               | 31. Dezember 1942 |         | E. Stahl                              | 766   |
|      | - Hauptbahnhof in Leipzig | 25               | 1. März               | 31. Dezember 1942 |         | E. Stahl                              | 767   |
|      | Wiener Frühjahrsmesse - Statue einer Tänzerin – Motto Modestadt Wien | 3                | 8. März               | 31. Dezember 1942 |         | Wilhelm Dachauer                      | 768   |
|      | - Messehaus in Wien – Motto Messestadt Wien | 6                | 8. März               | 31. Dezember 1942 |         | Wilhelm Dachauer                      | 769   |
|      | - Burgtheater, Masken und Leier – Motto Wien • Stadt der Kultur | 12               | 8. März               | 31. Dezember 1942 |         | Wilhelm Dachauer                      | 770   |
|      | - Denkmal von Prinz Eugen in Wien – Motto Wien • Tor zum Südosten | 25               | 8. März               | 31. Dezember 1942 |         | Wilhelm Dachauer                      | 771   |
|      | 52. Geburtstag von Adolf Hitler | 12+38            | 17. April             | 31. Dezember 1942 |         | Ernst Rudolf Vogenauer                | 772   |
|      | Kameradschaftsblock der Deutschen Reichspost - Nachwuchslager in Zeesen                                                                                                 | 6+9              | 19. Mai               | 31. Dezember 1942 |         | Werner und Maria von Axster-Heudtlass | 773   |
|      | - Leistungswettkampf | 8+12             | 19. Mai               | 31. Dezember 1942 |         | Werner und Maria von Axster-Heudtlass | 774   |
|      | - Geländefahrer | 12+18            | 19. Mai               | 31. Dezember 1942 |         | Werner und Maria von Axster-Heudtlass | 775   |
|      | - Postschutz | 16+24            | 19. Mai               | 31. Dezember 1942 |         | Werner und Maria von Axster-Heudtlass | 776   |
|      | - 100 Segelflugwerkstätten | 20+30            | 19. Mai               | 31. Dezember 1942 |         | Werner und Maria von Axster-Heudtlass | 777   |
|      | - Postkutsche | 24+36            | 19. Mai               | 31. Dezember 1942 |         | Werner und Maria von Axster-Heudtlass | 778   |
|      | Rennen um Das Blaue Band in Hamburg Kopf eines Rennpferdes | 25+100           | 20. Juni              | 31. Dezember 1942 |         | Erich Meerwald                        | 779   |
|      | 8. Rennen um das Braune Band von München Riem Zwei unbekleidete Amazonen mit Schild und Speer                                                                           | 42+108           | 20. Juli              | 31. Dezember 1942 |         | Richard Klein                         | 780   |
|      | Großer Preis von Berlin in Hoppegarten Brandenburger Tor | 25+50            | 9. September          | 31. Dezember 1942 |         | Erich Meerwald                        | 803   |
|      | Wiener Herbstmesse - Blick vom oberen Belvedere | 12+8             | 16. September         | 31. Dezember 1942 |         | Erwin Puchinger                       | 804   |
|      | - Unteres Belvedere | 15+10            | 16. September         | 31. Dezember 1942 |         | Fritz Zerritsch der Jüngere           | 805   |
|      | Eingliederung von Steiermark, Kärnten und Krain in das Deutsche Reich - Die Burg in Marburg an der Drau                                                                 | 3+7              | 29. September         | 31. Dezember 1942 |         | Erich Meerwald                        | 806   |
|      | - Veldes mit der Wallfahrtskirche Maria am See | 6+9              | 29. September         | 31. Dezember 1942 |         | Erich Meerwald                        | 807   |
|      | - Pettau mit Stadtturm und Theater | 12+13            | 29. September         | 31. Dezember 1942 |         | Erich Meerwald                        | 808   |
|      | - Blick auf den Triglav | 25+15            | 29. September         | 31. Dezember 1942 |         | Erich Meerwald                        | 809   |
|      | 150. Todestag von Wolfgang Amadeus Mozart (1756–1791) Komponist | 6+4              | 28. November          | 31. Dezember 1942 |         | Hans Ranzoni                          | 810   |

### Dauermarken
| Bild | Beschreibung                                              | Werte in Pfennig | Ausgabe- datum (1941) | gültig bis        | Auflage | Entwurf       | MiNr. |
|      | Dauerserie Adolf Hitler im Buchdruckverfahren hergestellt | 1                | 1. August             | Kapitulation 1945 |         | Richard Klein | 781   |
|      | Dauerserie Adolf Hitler im Buchdruckverfahren hergestellt | 3                | 1. August             | Kapitulation 1945 | 782     | Richard Klein |       |
|      | Dauerserie Adolf Hitler im Buchdruckverfahren hergestellt | 4                | 1. August             | Kapitulation 1945 | 783     | Richard Klein |       |
|      | Dauerserie Adolf Hitler im Buchdruckverfahren hergestellt | 5                | 1. August             | Kapitulation 1945 | 784     | Richard Klein |       |
|      | Dauerserie Adolf Hitler im Buchdruckverfahren hergestellt | 6                | 1. August             | Kapitulation 1945 | 785     | Richard Klein |       |
|      | Dauerserie Adolf Hitler im Buchdruckverfahren hergestellt | 8                | 1. August             | Kapitulation 1945 | 786     | Richard Klein |       |
|      | im Stichtiefdruckverfahren hergestellt                    | 10               | 1. August             | Kapitulation 1945 | 787     | Richard Klein |       |
|      | im Stichtiefdruckverfahren hergestellt                    | 12               | 1. August             | Kapitulation 1945 | 788     | Richard Klein |       |
|      | im Stichtiefdruckverfahren hergestellt                    | 15               | 1. August             | Kapitulation 1945 | 789     | Richard Klein |       |
|      | im Stichtiefdruckverfahren hergestellt                    | 16               | 1. August             | Kapitulation 1945 | 790     | Richard Klein |       |
|      | im Stichtiefdruckverfahren hergestellt                    | 20               | 1. August             | Kapitulation 1945 | 791     | Richard Klein |       |
|      | im Stichtiefdruckverfahren hergestellt                    | 24               | 1. August             | Kapitulation 1945 | 792     | Richard Klein |       |
|      | im Stichtiefdruckverfahren hergestellt                    | 25               | 1. August             | Kapitulation 1945 | 793     | Richard Klein |       |
|      | im Stichtiefdruckverfahren hergestellt                    | 30               | 1. August             | Kapitulation 1945 | 794     | Richard Klein |       |
|      | im Stichtiefdruckverfahren hergestellt                    | 40               | 1. August             | Kapitulation 1945 | 795     | Richard Klein |       |
|      | im Stichtiefdruckverfahren hergestellt                    | 50               | 1. August             | Kapitulation 1945 | 796     | Richard Klein |       |
|      | im Stichtiefdruckverfahren hergestellt                    | 60               | 1. August             | Kapitulation 1945 | 797     | Richard Klein |       |
|      | im Stichtiefdruckverfahren hergestellt                    | 80               | 1. August             | Kapitulation 1945 | 798     | Richard Klein |       |

|                                                                                          |
| direkter Vergleich der Marken im Stichtiefdruck von 1941 mit denen in Buchdruck von 1942 |